# Contea di Shiquan
La contea di Shiquan (石泉县S, Shíquán XiànP) è una contea della Cina, situata nella provincia dello Shaanxi e amministrata dalla prefettura di Ankang.